# 江神庙 (长沙市)
江神庙，原名水陆寺，位于中国湖南省长沙市橘子洲北端，邻近拱极楼。1930年代以后，因建筑损毁，成为遗址。2010年在原址附近重建。

## 历史沿革
六朝时期，时局动荡，民众困顿，以“解脱”为宗旨的佛教迅速在长沙传播，在此背景下，济应禅师创建水陆寺。一说为元代济应禅师创建。明末，水陆寺毁于兵灾。
清顺治十一年（1654年），住持募捐重建水陆寺。雍正八年（1730年），雍正帝下诏：“以江神司江渎，利赖舟楫，云雨井牧上田，宜秩祀。”于是湖南布政使赵城将水陆寺改为江神庙，地方官员于每年春秋祭祀江神。乾隆四十七年（1782年），湖南巡抚刘墉大修江神庙，有《江神庙碑记》为记。此后，嘉庆、道光时期，江神庙屡有修缮扩建。咸丰二年（1852年），江神庙毁于太平军炮火，后于光绪年间修复。
民国二十七年（1938年），江神庙再毁于文夕大火。1950年代，江神庙先后被用作学校和工厂；至1990年代末，江神庙已只剩几堵墙。2007年，出土三通乾隆时期石碑，属江神庙遗迹。2010年，重建江神庙。《潇湘晨报》2013年的报道称，“重建并不在严格意义上的原址，建筑据说参考了同治十年（1871）的《长沙县志》水陆洲图（封面图），只是显然与原貌相去甚远。”

## 民俗信仰
江神庙所祀江神有屈原、湘娥、奇相几种说法，目前供奉奇相及湘娥。在橘子洲的南端还有一座洞庭庙，奉祀洞庭神（即柳毅）。
作为官祀，地方官员需着朝服于春秋两季祭祀。乾隆《长沙府志》对祭礼记载道：“陈设用豕一、羊一、帛一，果品酒礼如式”，“守土官率文武官穿蟒袍補服，行三献六叩礼”。
旧时有江神庙庙会，活动主要是为菩萨做生日，菩萨“出行”，百姓焚香祭祀。农历四月初八“龙王节”，船民也会来江神庙祭祀，以期水神、龙王庇佑。

## 诗文选摘
- 岳麓水陆寺（宋）戴复古

长沙沙上寺，突兀古楼台。

四面水光合，一边山影来。

静分僧榻坐，晚趁钓船回。

明日重相约，前村访早梅。

- 水陆寺（明）廖道南

寻幽为访云边寺，乘兴还临河上洲。

万里乾坤此江水，三湘烟雨共谁舟。

怀沙不尽灵均恨，许国谁堪贾傅忧。

驰檄近闻多战骑，衔杯那复对沙鸥。